# Lekkoatletyka na Igrzyskach Frankofońskich 2009
Lekkoatletyka na Igrzyskach Frankofońskich 2009 – zawody lekkoatletyczne podczas VI Igrzysk frankofońskich były rozgrywane w dniach 1–5 października 2009 w stolicy Libanu – Bejrucie.

## Rezultaty

### Mężczyźni
| Konkurencja           | Złoto                                                                         | Złoto      | Srebro                                                                                     | Srebro   | Brąz                                                                                              | Brąz     |
| --------------------- | ----------------------------------------------------------------------------- | ---------- | ------------------------------------------------------------------------------------------ | -------- | ------------------------------------------------------------------------------------------------- | -------- |
| 100 m                 | Ben Youssef Meite                                                             | 10,15w     | Aziz Ouhadi                                                                                | 10,31w   | Mouhamadou Lamine Niang                                                                           | 10,32w   |
| 200 m                 | Ben Youssef Meite                                                             | 20,37      | Stéphan M. Buckland                                                                        | 20,59    | Khalid Zougari                                                                                    | 20,77    |
| 400 m                 | Jean Eric Milazar                                                             | 46,00      | Mathieu Gnanligo                                                                           | 46,03    | Maadadi Marouane                                                                                  | 46,54    |
| 800 m                 | Amine Laâlou                                                                  | 1:46,68    | Abdoulaye Wagne                                                                            | 1:47,48  | Fouad Elkaam                                                                                      | 1:47,76  |
| 1500 m                | Amine Laâlou                                                                  | 3:51,59    | Fouad Elkaam                                                                               | 3:51,85  | Matthew Lincoln                                                                                   | 3:53,61  |
| 5000 m                | Chakir Boujattaoui                                                            | 13:42,72   | Anis Selmouni                                                                              | 13:43,73 | Hicham Bellani                                                                                    | 13:45,53 |
| 10 000 m              | Dieudonne Disi                                                                | 29:38,68   | Anis Selmouni                                                                              | 29:39,07 | Hicham Bellani                                                                                    | 29:43,39 |
| Maraton               | Zaid Laroussi                                                                 | 2:24:08    | Felix Ntirenganya                                                                          | 2:24:23  | Ahmed Nasif                                                                                       | 2:24:44  |
| 3000 m z przeszkodami | Abdellatif Chamlal                                                            | 8:40,18    | Chakir Boujattaoui                                                                         | 8:41,06  | Amor Yahya                                                                                        | 8:48,30  |
| 110 m przez płotki    | Jared Macleod                                                                 | 13,56      | Alexandru Mihailescu                                                                       | 13,92    | Aymen Ben Ahmed                                                                                   | 14,07    |
| 400 m przez płotki    | Fadil Bellaabouss                                                             | 50,23      | Sebastien Maillard                                                                         | 50,35    | Mamadou Kasse Hann                                                                                | 50,69    |
| Sztafeta 4 × 100 m    | Burkina Faso · Siaka Son · Idrissa Sanou · Innocent Bologo · Gerard Kobiane   | 39,57 NR   | Mauritius · L.S. Fabrice Coiffic · Jean Eric Milazar · Henrico Louis · Stéphan M. Buckland | 39,60    | Senegal · Alassane Diallo · Mouhamadou Lamine Niang · Oumar Loum · Abdourahmane Ndour             | 39,87    |
| Sztafeta 4 × 400 m    | Senegal · Mamadou Kasse Hann · Abdoulaye Wagne · Assane Thiam · Mamadou Gueye | 3:06,93    | Maroko · Smail Daif · Abdekerim Khoudri · Jounes Belkhaifa · Amine Laâlou                  | 3:07,46  | Mauritius · Jean Antonio Vieillesse · Jean Fernando Augustin · Jean Ian Monet · Jean Eric Milazar | 3:08,29  |
| Chód na 20 km         | Herve' Davaux                                                                 | 1:25:35    | Hassanin Sebai                                                                             | 1:28:30  | Bertrand Moulinet                                                                                 | 1:31:02  |
| Skok w dal            | Yahya Berrabah                                                                | 8,40 CR NR | Ndiss Kaba Badji                                                                           | 8,32     | Julien Fivaz                                                                                      | 7,76     |
| Trójskok              | Hugo Mamba Schlick                                                            | 16,78      | Alin Anghel                                                                                | 16,24    | Julien Kapek                                                                                      | 16,23    |
| Skok wzwyż            | Mihai Donisan                                                                 | 2,24       | Matthias Cianci                                                                            | 2,20     | Mark Dillon Fabrice Saint Jean                                                                    | 2,20     |
| Skok o tyczce         | Vincent Favretto                                                              | 5,40       | Kristian Wilson                                                                            | 5,10     | David Foley                                                                                       | 5,00     |
| Pchnięcie kulą        | Tumatai Dauphin                                                               | 18,63      | Yasser Ibrahim Farag                                                                       | 18,09    | Laurențiu Popa                                                                                    | 17,17    |
| Rzut dyskiem          | Omar Ahmed El Ghazaly                                                         | 61,01      | Yasser Ibrahim Farag                                                                       | 59,56    | Jean Francois Aurokiom                                                                            | 59,46    |
| Rzut młotem           | Mohsen El Anany                                                               | 71,30      | Frederic Pouzy                                                                             | 68,24    | Jérôme Bortoluzzi                                                                                 | 68,03    |
| Rzut oszczepem        | Ihab Abdelrahman El Sayed                                                     | 77,33 CR   | Curtis Moss                                                                                | 75,74    | Levente Bartha                                                                                    | 74,65    |
| Dziesięciobój         | Massimo Bertocchi                                                             | 8053 pkt   | Francois Gourmet                                                                           | 7660 pkt | Jamie Adjetey-Nelson                                                                              | 7602 pkt |

### Kobiety
| Konkurencja           | Złoto                                                                             | Złoto    | Srebro                                                                                  | Srebro   | Brąz                                                                                 | Brąz     |
| --------------------- | --------------------------------------------------------------------------------- | -------- | --------------------------------------------------------------------------------------- | -------- | ------------------------------------------------------------------------------------ | -------- |
| 100 m                 | Genevieve Thibault                                                                | 11,55w   | Kadiatou Camara                                                                         | 11,73w   | Andrea Ogrezeanu                                                                     | 11,74w   |
| 200 m                 | Kaltouma Nadjina                                                                  | 23,09    | Kimberly Hyacinthe                                                                      | 23,15    | Esther Akinsulie                                                                     | 23,63    |
| 400 m                 | Kaltouma Nadjina                                                                  | 51,04    | Fatou Bintou Fall                                                                       | 52,90    | Ndeye Fatou Seck Soumah                                                              | 53,21    |
| 800 m                 | Seltana Ait Hammou                                                                | 2:02,62  | Halima Hachlaf                                                                          | 2:02,76  | Linda Marguet                                                                        | 2:03,15  |
| 1500 m                | Ibtissam Lakhouad                                                                 | 4:21,39  | Siham Hilali                                                                            | 4:21,56  | Seltana Ait Hammou                                                                   | 4:21,79  |
| 5000 m                | Bouchra Chaabi                                                                    | 16:23,05 | Hanane Ouhadou                                                                          | 16:27,51 | Therese Ngono Etoundi                                                                | 16:31,08 |
| 10 000 m              | Claudette Mukasakindi                                                             | 35:32,60 | Bouchra Chaabi                                                                          | 35:32,87 | Maria Lahrissi                                                                       | 37:53,14 |
| Maraton               | Epiphanie Nyirabarame                                                             | 2:44:36  | Adeline Roche                                                                           | 3:03:18  | Wystartowały jedynie 2 zawodniczki                                                   | –        |
| 100 m przez płotki    | Elisabeth Davin                                                                   | 13,32    | Gnima Faye                                                                              | 13,35    | Anne Zagré                                                                           | 13,37    |
| 400 m przez płotki    | Hayat Lambarki                                                                    | 58,40    | Lamia Lhabz                                                                             | 58,81    | Carole Kaboud Mebam                                                                  | 58,85    |
| 3000 m z przeszkodami | Ancuta Bobocel                                                                    | 10:05,01 | Hanane Ouhadou                                                                          | 10:07,40 | Elsa Delaunay                                                                        | 10:48,29 |
| Sztafeta 4 × 100 m    | Kanada · Chantal Grant · Kimberly Hyacinthe · Teneshia Peart · Genevieve Thibault | 44,78    | Francja · Lina Jacques-Sébastien · Ayodele Ikuesan · Amandine Elard · Aurore Ruet       | 45,19    | Kamerun · Stephanie Belibi · Esther Ndoumbe · Josephine Mbarga Bikie · Carole Waboud | 46,24    |
| Sztafeta 4 × 400 m    | Kanada · Vicki Tolton · Kate Ruediger · Kimberly Hyacinthe · Esther Akinsulie     | 3:35,95  | Senegal · Fatou Diabaye · Mame Fatou Faye · Fatou Bintou Fall · Ndeye Fatou Seck Soumah | 3:36,27  | Maroko · Naima Ibrahimi · Hayat Mbarki · Lamia Lhabz · Halima Hachlaf                | 3:37,72  |
| Chód na 10 km         | Chaima Trabelsi                                                                   | 48:27    | Christine Ginaudeau                                                                     | 49:10    | Megan Huzzey                                                                         | 50:15    |
| Skok wzwyż            | Sandrine Champion                                                                 | 1,84     | Beatrice Lundmark                                                                       | 1,84     | Nicole Forrester                                                                     | 1,80     |
| Skok o tyczce         | Telie Mathiot                                                                     | 4,25     | Gabriella Duclos-Lasnier                                                                | 4,20     | Leanna Wellwood                                                                      | 4,10     |
| Skok w dal            | Alina Militaru                                                                    | 6,49w    | Vanessa Gladonne                                                                        | 6,30     | Cristina Sandu                                                                       | 6,27w    |
| Trójskok              | Vanessa Gladonne                                                                  | 13,40    | Jamaa Chnaik                                                                            | 13,35w   | Amy Zongo                                                                            | 13,27    |
| Pchnięcie kulą        | Anca Heltne                                                                       | 17,80    | Jessica Cerival                                                                         | 17,14    | Julie Labonte                                                                        | 15,93    |
| Rzut dyskiem          | Ileana Sorescu                                                                    | 54,28    | Kazai Suzanne Krabge                                                                    | 53,68    | Coralie Glatre                                                                       | 51,55    |
| Rzut młotem           | Manuela Montebrun                                                                 | 70,26 CR | Bianca Perie                                                                            | 67,67    | Amelie Perrin                                                                        | 66,17    |
| Rzut oszczepem        | Lindy Agricole                                                                    | 57,48 CR | Hana'a Ramadhan Omar                                                                    | 55,89    | Maria Negoiță                                                                        | 55,17    |
| Siedmiobój            | Gabriella Kouassi                                                                 | 5460 pkt | Jennifer Cotten                                                                         | 5230 pkt | Beatrice Kamboule                                                                    | 4861 pkt |

## Rekordy
Podczas zawodów ustanowiono 12 krajowych rekordów w kategorii seniorów:
| Zawodnik                                                  | Reprezentacja            | Konkurencja                     | Rezultat |
| --------------------------------------------------------- | ------------------------ | ------------------------------- | -------- |
| Jeanette Saïd                                             | Liban                    | rzut oszczepem                  | 33,74    |
| Hana'a Ramadhan Omar                                      | Egipt                    | rzut oszczepem                  | 55,89    |
| Rachidatou Seini Maikido                                  | Niger                    | bieg na 400 metrów              | 60,95    |
| Bernabé Bationo                                           | Burkina Faso             | bieg na 400 metrów przez płotki | 50,91    |
| Yahya Berrabah                                            | Maroko                   | skok w dal                      | 8,40     |
| Chaima Trabelsi                                           | Tunezja                  | chód na 10 kilometrów           | 48:27    |
| Siaka Son, Idrissa Sanou, Innocent Bologo, Gerard Kobiane | Burkina Faso             | sztafeta 4 × 100 metrów         | 39,57    |
| Ahmad Hazer                                               | Liban                    | bieg na 110 metrów przez płotki | 14,38    |
| Ben Youssef Meite                                         | Wybrzeże Kości Słoniowej | bieg na 200 metrów              | 20,37    |
| Ahmad Hazer, Thomas Semaan, Khaled Mansour, Ramzi Naim    | Liban                    | sztafeta 4 × 400 metrów         | 3:15,73  |
| Naima Ibrahimi, Hayat Mbarki, Lamia Lhabz, Halima Hachlaf | Maroko                   | sztafeta 4 × 400 metrów         | 3:37,72  |
| Frank Dannique Elemba Owaka                               | Kongo                    | pchnięcie kulą                  | 15,09    |

A także 5 rekordów Igrzysk frankofońskich:
| Zawodnik                  | Reprezentacja | Konkurencja                     | Rezultat |
| ------------------------- | ------------- | ------------------------------- | -------- |
| Lindy Agricole            | Seszele       | rzut oszczepem                  | 57,48    |
| Yahya Berrabah            | Maroko        | skok w dal                      | 8,40     |
| Manuela Montebrun         | Francja       | rzut młotem                     | 70,26    |
| Jared Macleod             | Kanada        | bieg na 110 metrów przez płotki | 13,56    |
| Ihab Abdelrahman El Sayed | Egipt         | rzut oszczepem                  | 77,33    |